# The Philanthropist
The Philanthropist est une série télévisée américaine en 8 épisodes de 42 minutes, créée par Tom Fontana et diffusée entre le 24 juin 2009 et le 12 août 2009 sur le réseau NBC.
En France, la série a été annoncée sur le  Groupe TF1.

## Synopsis
Teddy Rist, un milliardaire et playboy, devient un philanthrope après avoir assisté à un massacre au Nigeria. Donc, Rist voyage à travers le monde et utilise son argent pour venir en aide à ceux qui en ont besoin.

## Distribution
- James Purefoy (VF : Thibault de Montalembert) : Teddy Rist
- Neve Campbell (VF : Marie Zidi) : Olivia Maidstone
- Jesse L. Martin (VF : Frantz Confiac) : Philip Maidstone
- Michael Kenneth Williams (VF : Jérôme Pauwels) : Dax Vaughn
- Lindy Booth (VF : Caroline Darchen) : A.J. Butterfield
- Krista Allen (VF : Danièle Douet) : Julia Rist
- James Albrecht (VF : Julien Sibre) : Gérard Kim

## Épisodes
1. Titre français inconnu (Nigeria, Part 1)
2. Titre français inconnu (Myanmar)
3. Titre français inconnu (Paris)
4. Titre français inconnu (Nigeria, Part 2)
5. Titre français inconnu (Kosovo)
6. Titre français inconnu (San Diego)
7. Titre français inconnu (Kashmir)
8. Titre français inconnu (Haiti)